# Hammer (Windeck)

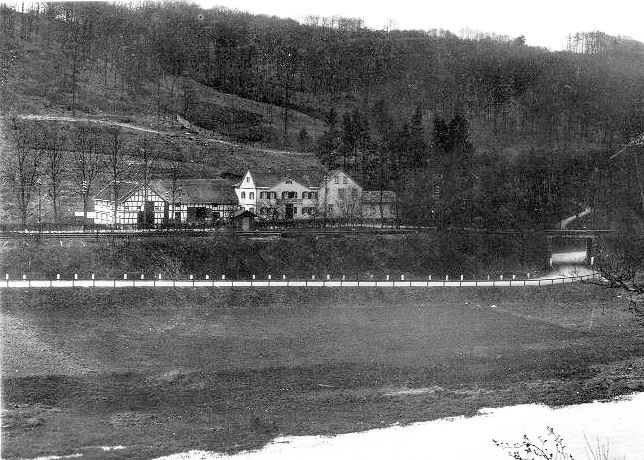
Das Hotel Hammer Anfang des 20. Jahrhunderts.

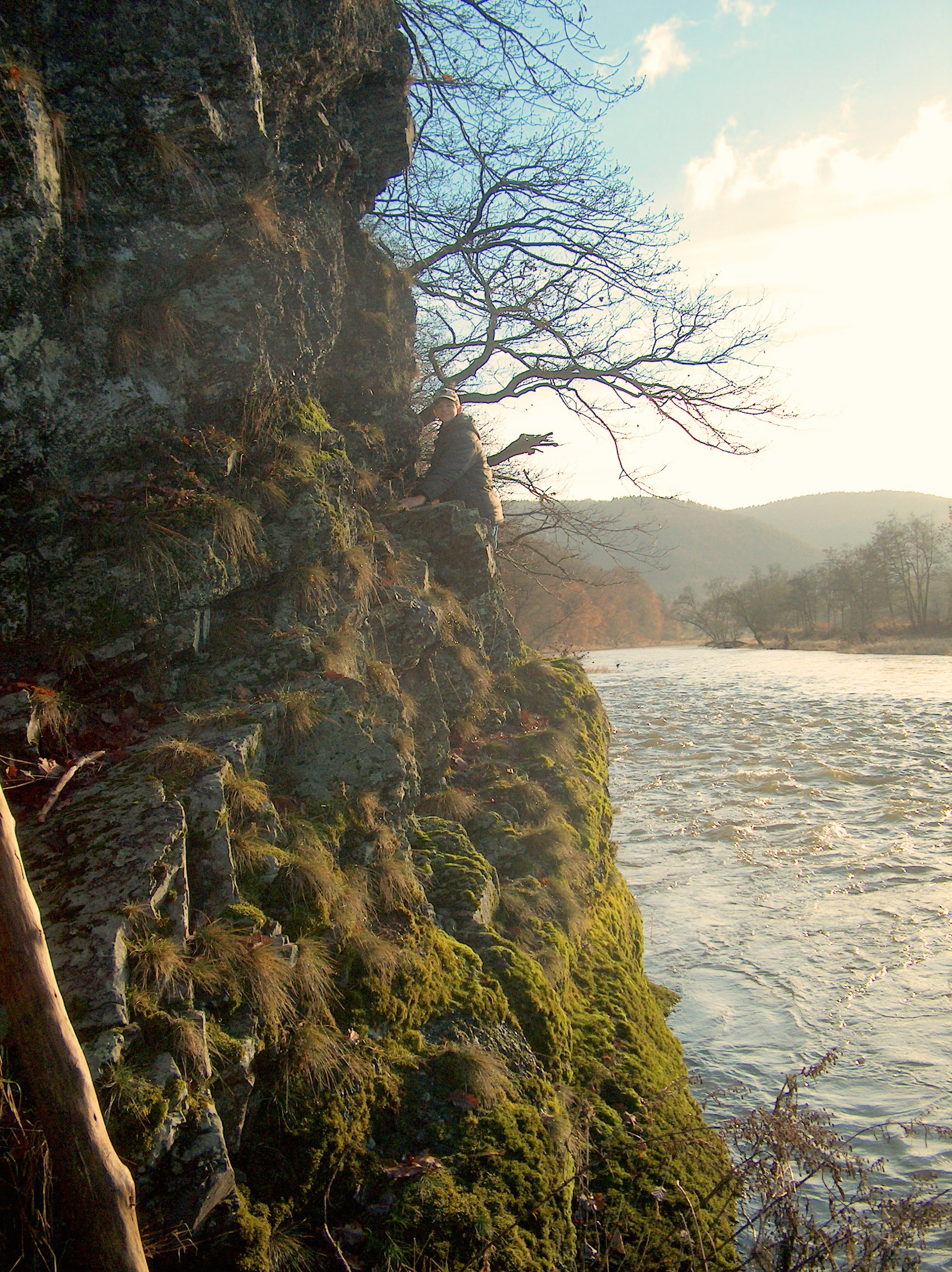
Die blanke Felswand an der Sieg war vielleicht namensgebend

Hammer (heute Herchen-Bahnhof) ist ein Ort, der nördlich am Mittellauf der Sieg und somit am Rande des Bergischen Landes gelegen ist. Der Ort gehörte zur Gemeinde Herchen (heute Gemeinde Windeck).

## Name
Die Entstehung des Namens liegt im Dunkeln. Da weder ein Bezug zu der Ortschaft Hamm besteht, noch ein Hinweis auf ein Hammerwerk besteht, bleibt noch die Möglichkeit einer sehr alten Ortsbezeichnung offen, da hamer im altgermanischen nicht nur die Bedeutung von Hammer hatte, sondern auch für Stein stand. Und hier fallen die steilen Felsufer der Sieg besonders auf.

## Entstehung
Die erste urkundliche Erwähnung betraf den Eisenbahnbau der Siegstrecke. 1860 wurde diese durch den 370 m langen Tunnel durch die Reifershardt an Herchen vorbeigeführt, welches eine beliebte Sommerfrische war. Dies machte den Bau eines vom Ort abgelegenen Bahnhofs erforderlich. Man wählte hierfür die Nähe des Abzweigs nach Leuscheid. Direkt gegenüber der damaligen Einmündung, einem beschrankten Bahnübergang, wurde dann das Hotel Hammer errichtet. 1875 wurde erstmals der Ackerer Carl Hundhausen, Sohn des Gastwirtes Friedrich Gerhard Hundhausen zum Hammer genannt. 1877 wird der Vater bei der Heirat der Tochter Fabrikant genannt. Damit ist der Ort ein junger Ort, der aus der industriellen Entwicklung des 19. Jahrhunderts entstand.

## Einwohner
Neben den Bewohnern des Hotels Hammer wurden noch die Gebäude Bahnhof sowie Hotel Burbach am südlichen Siegufer, also am Rande des Westerwaldes, in den Gemeindearchiven als zum Hammer zugehörig benannt. Aus letzterem entstand der Ortsteil Igelshof, der sich durch die Nachbarschaft zu dem in Herchen entstehenden Pädagogium (später Bodelschwingh’sche Anstalten) weiterentwickelte.
1888 gab es 44 Bewohner in fünf Häusern.
Anfang des 20. Jahrhunderts waren als Bewohner der Ortschaft Hammer folgende Haushalte verzeichnet:

### 1901
Ackerer Bartholomäus Bechher, Burbach, Wirt, Vieh- u. Baumaterialienhändler Friedrich Wilhelm Burbach, Gastwirtin zum Hammer Amalie Hundhausen, Ackerin Wwe. Friedrich Gerhard Hundhausen, Bahnmeister Ludwig Krommes, Wirt und Metzger Friedrich Rötzel, Rentner Wilhelm Schreiner und Stationsvorsteher Wilhelm Thiemann.

### 1910
Ackerer Friedrich Wilhelm Burbach, Delikatesshändler Albert Düsberg, Gastwirtin Amalie Hundhausen, Krautfabrikant und Baustoffhändler Gottlieb Land, Gastwirt Friedrich Wilhelm Rözel, Bahnhofsaufseher Karl Kreuz, Eisenbahngehilfe Johann Schmidt, Eisenbahngehilfe Wilhelm Gerhards und Schneidermeister Ferdinand Schumacher.
Haus Dernburg wird in dieser Aufstellung als eigener Ortsteil geführt. Neben der Witwe Dr. Nieper ist hier der Lehrer Fritz Priesemann verzeichnet. Für Burg Reifershardt ist ein Viktor Kreusch verzeichnet.

## Infrastruktur
1910 gab es in dem kleinen Ort mit sechs Gebäuden neben dem Bahntelefon drei amtliche Telefone: Gasthof Hammer Nr. 28, Krautfabrik Land Nr. 86 und Restauration Rötzel Nr. 27, alle Amt Eitorf. Ein weiteres, Nr. 59, war in Haus Dernburg installiert, außerdem eins in der später zum Ort gehörenden Geflügelfarm (Wuppertaler Stadtwerke) mit der Nr. 91. In der restlichen Gemeinde Herchen gab es nur noch fünf weitere Telefone.
1934 gab es im inzwischen Herchen-Bahnhof genannten Ort die Anschlüsse Franz Burbach Nr. 4, Hotel Frau Düsberg Nr. 152, Erholungsheim Obstfarm Nr. 76, Gottlieb Land, Landesprodukte, Nr. 61 und Karl Land, Hotel zum Hammer, Nr. 32.

## Hotel

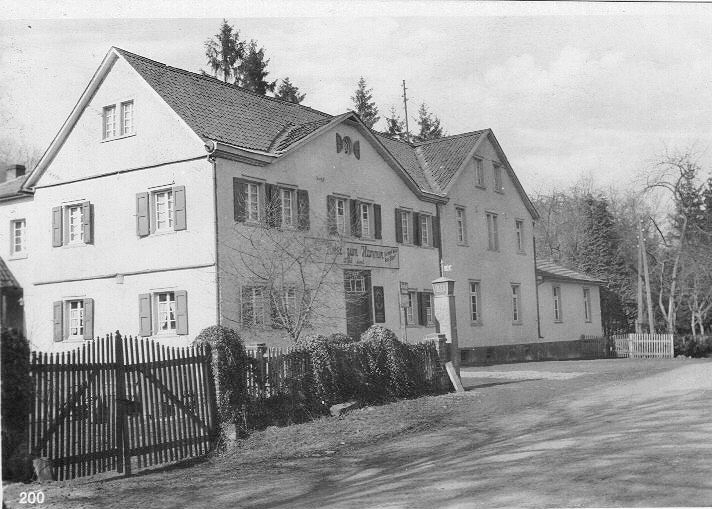
Das Hotel in den 1920er Jahren mit Tankstelle

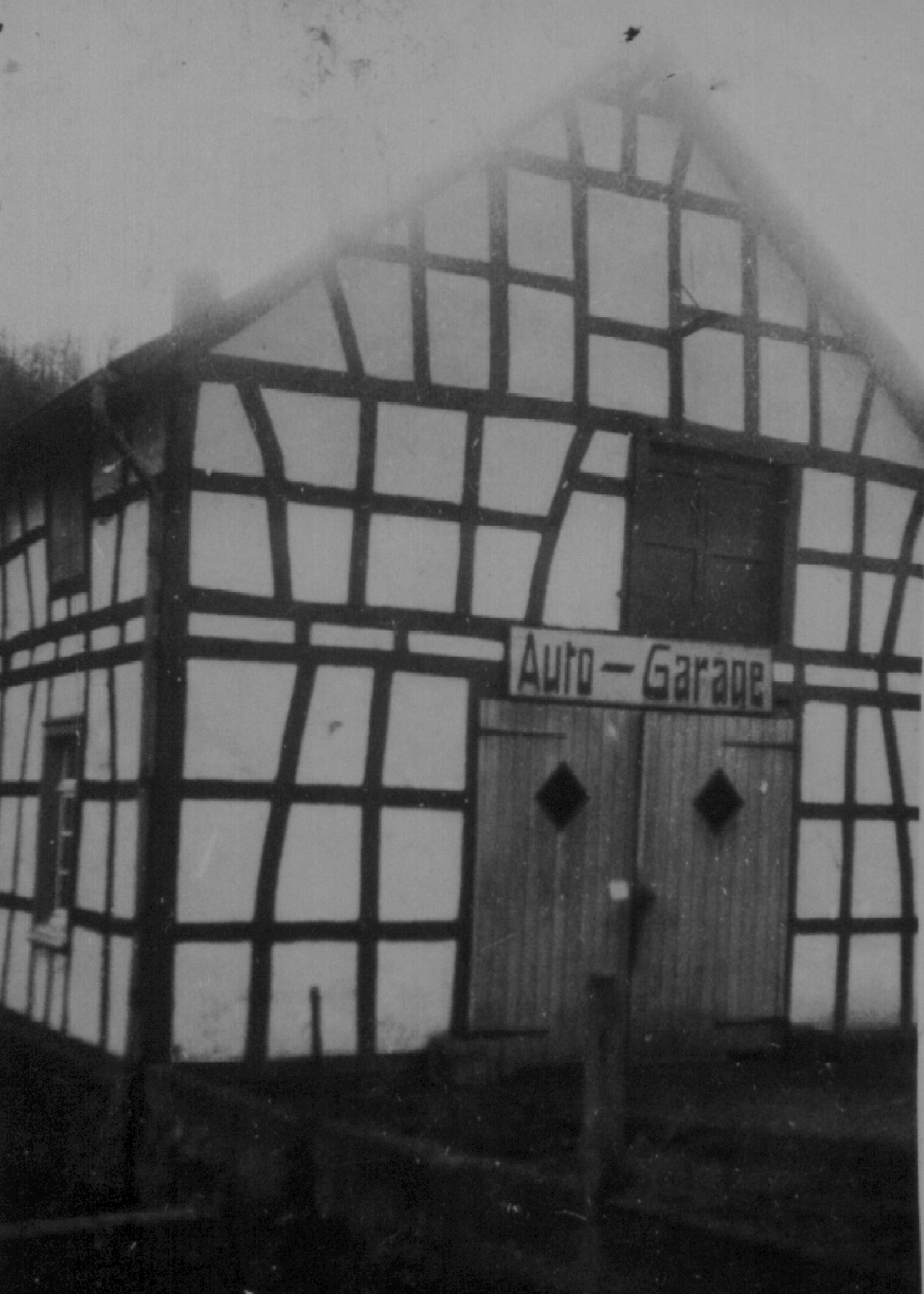
Das Nebengebäude in den 1930er Jahren in der Nutzung als Autogarage

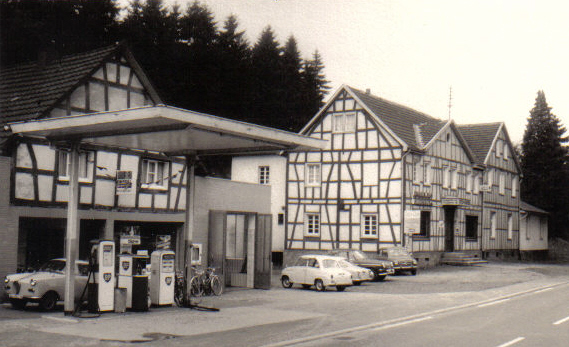
Das Hotel Hammer in den 1960er Jahren mit dem noch stehenden Nebengebäude, welches anfangs Apfelpatsche, dann Landmaschinenhandlung und von 1946 bis 1997 Autowerkstatt war

Wirte waren 1875 Friedrich Gerhard Hundhausen, 1912 Gustav Pascher, 1919 bis zum Zweiten Weltkrieg Karl Land, 1945 Magdalene Nattmann (verstorben bei Bombenabwurf) und spätere.

### Nebenanlagen
Zudem Hotel Hammer gehörten ein Tanzsaal (später auch Kinosaal), ein Biergarten mit Teich und Brunnen, Kegelbahn, eine hoteleigene Tankstelle, Fischerei und ein Schwimmbad in der Sieg.
Das südlich gelegene Wirtschaftsgebäude (Fachwerk aus einem Abbruchhaus in Herchen) diente ursprünglich als Apfelkrautpatsche. In den 1920er Jahren war hier die Siegtaler Maschinenfabrik Herchen G.m.b.H. untergebracht. Sie produzierte und vertrieb landwirtschaftliche Maschinen und Geräte.
Nachdem die Maschinenfabrik in Konkurs gegangen war, wurde das Gebäude als Garage genutzt. 1933 wurde es verkauft und zu einer Autowerkstatt mit Tankstelle ausgebaut. Inzwischen wird das Haus als Wohngebäude genutzt.
Die durch Fliegerbomben Ende des Zweiten Weltkriegs beschädigten Stallungen wurden kurze Zeit später abgebrochen. An ihrer Stelle wurden Garagen errichtet. Diese wurden später als Imbiss ausgebaut und dienen inzwischen als Wohnhaus.
Auf dem Südteil des Grundstücks wurde ein Wohnhaus für die Tochter Land errichtet und oberhalb des Hammers durch die Nachkriegseigentümer ein weiteres Wohnhaus.

### Ausschank
- 1920: Höhenhaus Pilsener[7]

## Diskothek
In den 1970er Jahren wurde der Saal zur Diskothek umgebaut. Nachdem die Wirtschaft erst als Pata Pata geführt wurde, wurde sie kurz vor dem Aus als Tannit geführt. Die ehemaligen Gästezimmer waren damals als Wohnungen an Gastarbeiter vermietet.

## Umbenennung
1909 wurde der Ort anlässlich der eingestürzten Eisenbahnbrücke bei dem Sieghochwasser 1909 in der Eitorfer Zeitung als Herchen-Hammer bezeichnet. 1919 wurde dann erstmals in einer Geburtsurkunde nicht mehr Hammer, sondern Herchen-Bahnhof angegeben. Inzwischen waren weitere Gebäude errichtet worden, wie z. B. die Geflügelfarm (heute Haus Herchen der Wuppertaler Stadtwerke), der Gasthof Friedrich Rözel (später Kölner Hof) und 1906 Haus Duisberg (später Sonneck). Hierdurch wurde der Hammer ein Gebäude unter vielen. Aber auf amtlichen Landkarten war das Gebäude Hammer bis 1953 neben dem Bahnhof Herchen immer noch separat verzeichnet.

## Zerstörung
1935 wurde das zum Hotel gehörende Strandbad, ein von einem Bademeister bewohntes Holzhaus mit Umkleidekabinen, bei einem Hochwasser weggerissen. 1945 wurden die Stallungen nach Beschädigung durch Fliegerbomben niedergelegt. In den frühen Morgenstunden des 12. April 1973 brannte das Hotel vollständig ab.

Anzeige aus der Eitorfer Zeitung von 1913
Zeitungsanzeige von 1919
Werbung aus der Zeitung von 1928